# Järna (Vansbro)
Järna (ook wel: Dala-Järna) is een plaats in de gemeente Vansbro in het landschap Dalarna en de provincie Dalarnas län in Zweden. De plaats heeft 1429 inwoners (2005) en een oppervlakte van 319 hectare.

## Verkeer en vervoer
Bij de plaats loopt de E16/Riksväg 66.
De plaats heeft een station aan de spoorlijn Repbäcken - Särna.